# Pedro Mosquera
Pedro Mosquera Parada (A Coruña, 21 aprile 1988) è un calciatore spagnolo, centrocampista del Rayo Majadahonda.

## Carriera

### Club
È cresciuto nel settore giovanile del Real Madrid. Ha giocato con il Real Madrid Castilla dal 2006 al 2010 e ne è diventato il capitano. Ha esordito in prima squadra il 25 marzo 2010, entrando in campo poco prima del fischio finale al posto di Xabi Alonso, nella partita contro il Getafe vinta dalle Merengues per 4 a 2.
Terminata la stagione si è trasferito proprio al Getafe, con cui ha esordito il 26 agosto nella partita contro l'APOEL Nicosia valida per la qualificazione all'Europa League 2010-2011. Il Getafe si è qualificato e Mosquera ha giocato altre 3 partite nella fase a gironi della competizione europea.
Nella stagione 2011-2012, durante il mercato invernale, fa ritorno a Madrid, ancora come titolare nel Real Madrid Castilla.
Nel 2013-2014 torna a giocare nuovamente al Getafe fino al termine della stagione.
L'anno successivo, Mosquera viene acquistato a titolo definitivo dall'Elche e l'anno successivo lo rivende nuovamente, questa volta al Deportivo La Coruña, giocando finalmente per la squadra della sua città, di cui è stato anche capitano e vice-capitano.

## Palmarès

### Club

#### Competizioni nazionali
- Segunda División: 1

Huesca: 2019-2020